# 鄺于淳
鄺于淳（KWONG Yu Shun Anson，1986年8月28日—），香港壁球運動員。

## 簡歷
鄺于淳7歲時在家人影響下首次接觸壁球運動，12歲初次代表香港出戰1998年的馬來西亞青少年壁球公開賽，並取得首面國際賽金牌。2002年，他在日本青少年壁球公開賽中連奪男子十七歲以下金牌及十九歲以下銀牌，因而獲選為2002年首季康體局「傑出青少年運動員」。 
2010年，鄺代表香港參加2010年亞洲運動會，伙拍劉少維、李浩賢和歐鎮銘取得男子團體銅牌。

## 主要比賽成績
- 2008年 香港壁球精英錦標賽 男子單打 第二名
- 2009年 東亞運動會 男子團體 金牌
- 2010年 香港壁球精英錦標賽 男子單打 第二名
- 2010年 亞洲運動會 男子團體 銅牌

## 外部連結
- Squash Info - Anson Kwong's Profile （页面存档备份，存于）（英文）
- PSA Player Profile （页面存档备份，存于）（英文）
- 運動員資料[永久]